# Gafanha da Boa Hora
Gafanha da Boa Hora ist eine Gemeinde (Freguesia) im portugiesischen Kreis Vagos. In ihr leben 2848 Einwohner (Stand 19. April 2021).